# Kanton Saint-Junien-Est
Kanton Saint-Junien-Est (francouzsky Canton de Saint-Junien-Est) je francouzský kanton v departementu Haute-Vienne v regionu Limousin. Tvoří ho šest obcí.

## Obce kantonu
- Javerdat
- Oradour-sur-Glane
- Saint-Brice-sur-Vienne
- Saint-Junien (východní část)
- Saint-Martin-de-Jussac
- Saint-Victurnien